# Kabinettskriege
Kabinettskriege (tedesco: [kabinɛtsˌkʁiːɡə], letteralmente "Guerra dei Gabinetti", singolare Kabinettskrieg) è l'espressione in lingua tedesca per indicare il tipo di guerra diffusa in Europa durante il periodo delle monarchie assolute, dalla Pace di Vestfalia del 1648 alla rivoluzione francese del 1789; tale periodo è anche conosciuto come "guerra tra i principi". Le guerre di questo periodo storico si caratterizzavano per l'impiego di piccoli eserciti comandati da corpi di ufficiali di origine nobiliare, per la presenza di limitati obiettivi di guerra e per la frequenza con cui cambiavano le coalizioni tra i belligeranti.
Contrariamente alle precedenti guerre di religione o alle successive guerre rivoluzionarie francesi e alle guerre totali del XX secolo, le "guerre dei gabinetti" avevano obiettivi più limitati. Clausewitz teorizzò questo nel saggio Della guerra dichiarando che "la guerra era la continuazione della politica con altri mezzi", mettendo così i militari sotto il controllo civile.
La guerra dei trent'anni, basata sul conflitto religioso, era stata segnata da saccheggi ed eserciti predatori. L'ordine fu ristabilito dalla pace di Vestfalia del 1648, che formulò le regole delle relazioni internazionali per i secoli successivi, in particolare rispettando le leggi della guerra (jus ad bello e jus in bellum). Durante l'età dell'illuminismo e sotto la direzione dei "despoti illuminati", le guerre diventarono più regolamentate, anche se la popolazione civile rimase ancora vittima di mercenari. Episodi come il massacro di San Bartolomeo del 1572 divennero eccezionali. Così, Berlino non fu saccheggiata durante la guerra dei sette anni del 1756-1762, nonostante fosse caduta in mani nemiche non una ma ben due volte.
Le guerre dei gabinetti, che avvennero per lo più tra il 1650 e il 1792, comprendono:
- Guerra di devoluzione (1667-1668)
- Guerra d'Olanda (1672-1678)
- Guerra delle riunioni (1683-1684)
- Guerra della Grande Alleanza (1688-1697)
- Grande guerra del Nord (1700-1721)
- Guerra di successione spagnola (1701-1714)
- Guerra della Quadruplice Alleanza (1718-1720)
- Guerra di successione Polacca (1733-1735)
- Guerra di successione austriaca (1740-1748)
- Guerra dei sette anni (1756-1763)
- Guerra di successione bavarese (1778-1779)

L'invenzione del levée en masse (leva di massa) durante la rivoluzione francese mise fine alle guerre di gabinetto. Le guerre non furono più dovute semplicemente al conflitto tra i principi, ma implicavano il nazionalismo e i conflitti sui confini degli stati-nazione; ciò fu messo bene in luce durante la guerra d'indipendenza spagnola e la campagna di Russia, conflitti dove si verificarono i primi grandi episodi di guerriglia su vasta scala dell'era moderna. La Guerra di Crimea (1854-1856) potrebbe però essere classificata tra le "guerre di gabinetto", perché fu condotta con obiettivi limitati e suscitò solo passioni moderate dai popoli degli stati belligeranti coinvolti.
| Controllo di autorità | GND (DE) 4132308-7 |